# Johann Heinrich Alting
Johann Heinrich Alting (Emden, 17 de fevereiro de 1583 — Groningen, 25 de agosto de 1644) foi um filósofo alemão, nascido em Emden, onde seu pai, Menso Alting (1541–1612), era ministro.

## Biografia
Johann estudou com grande sucesso na Universidade de Groningen e na Herborn Academy. Em 1608 foi nomeado tutor de Frederico, depois eleitor palatino, em Heidelberg, e em 1612 acompanhou-o à Inglaterra. Retornando em 1613 para Heidelberg, após o casamento do eleitor com a princesa Elizabeth da Inglaterra, foi nomeado professor de dogmática, e em 1616 diretor do departamento de Teologia no Collegium Sapientiae.
Em 1618, juntamente com Abraham Scultetus, representou a universidade no Sínodo de Dort. Quando o Conde de Tilly ocupou a cidade de Heidelberg (1622) e entregou-a para ser saqueada, Alting encontrou grande dificuldade em escapar da fúria dos soldados. Primeiramente retirou-se para Schorndorf; mas, ofendido pelo "semi-pelagianismo" dos luteranos com quem esteve em contato, decidiu seguir para a Holanda, onde o infeliz eleitor e "Rei de Inverno" Frederico, no exílio após seu breve reinado na Boêmia, tornou-o tutor de seu filho mais velho.
Em 1627, Alting foi nomeado para a cátedra de Teologia na Universidade de Groningen, onde continuou a lecionar, com a fama a aumentar, até a sua morte. Embora fosse um ortodoxo calvinista, Alting deu pouca importância ao lado rigoroso do seu credo e, quando em Dort, se opôs aos remonstrantes, agindo assim, principalmente pela razão de que eles eram "inovadores".
Alting fez uma contribuição fundamental para a historiografia do Protestantismo Reformado alemão com sua Historia de Ecclesiis Palatinis. Infelizmente, o trabalho incluiu a afirmação duvidosa de que Frederico, o Piedoso encomendou para Zacharias Ursinus e Kaspar Olevianus para comporem o Catecismo de Heidelberg. Esta tese da dupla autoria foi rejeitada por estudos sérios a partir de 1960, mas permanece comum em obras de referência. Apesar desta atribuição ter sido posta de lado, o trabalho de Alting continua a ser uma fonte insubstituível para reconstruir a história da Reforma do Palatinado.

## Obras
Entre suas obras estão:
- Notae in Decadem Problematum Jacobi Behm (Heidelberg, 1618)
- Scripta Theologica Heidelbergensia (Amst., 1662)
- Exegesis Augustanae Confessionis (Amst., 1647).
- «Historia de Ecclesiis Palatinis» (em inglês). (Groningen, 1728; publicado originalmente em 1644).